# Tavolero (Rocca Santa Maria)
Tavolero is een plaats (frazione) in de Italiaanse gemeente Rocca Santa Maria.

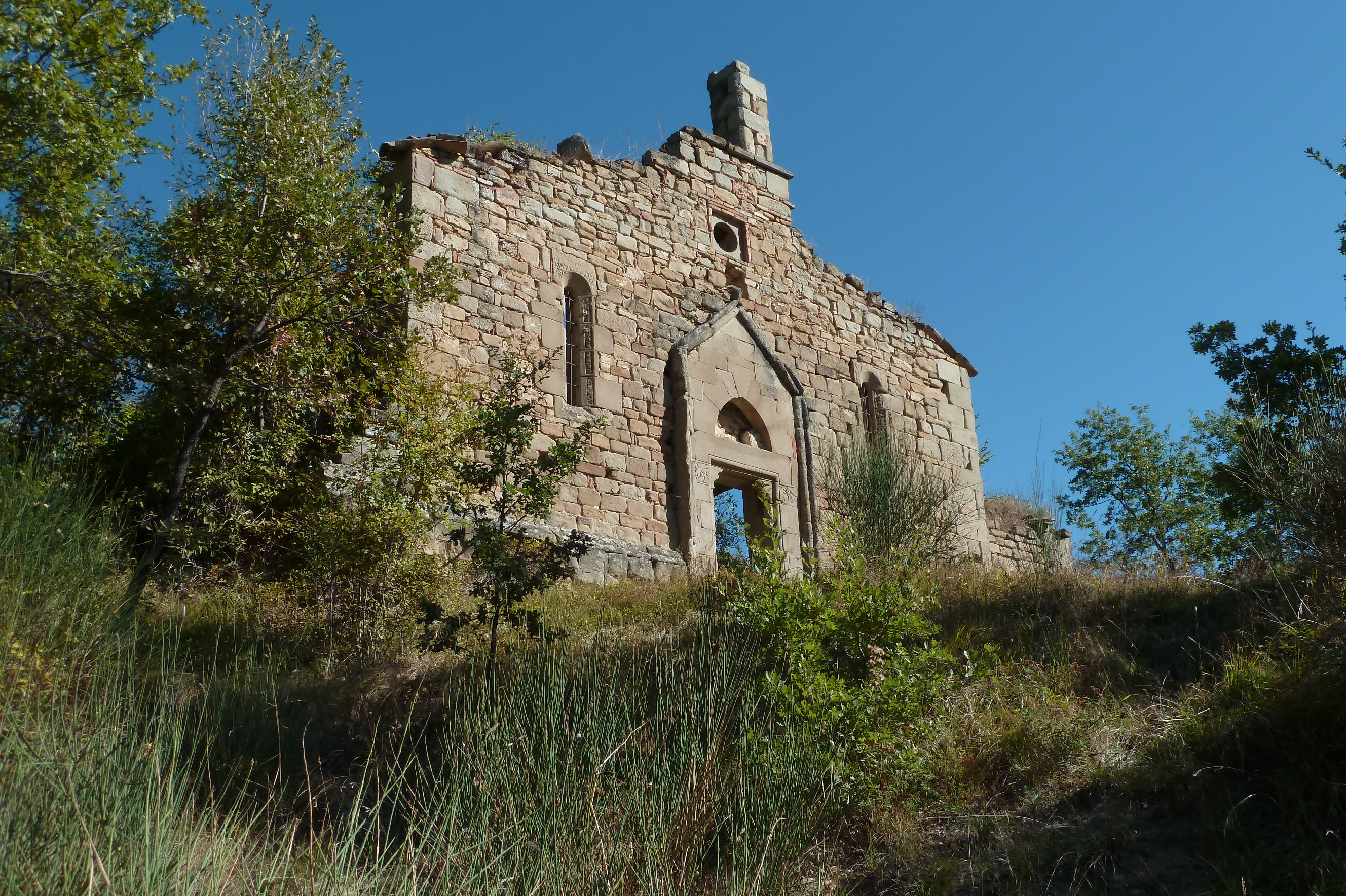
Kerk in Tavolero